# John Spencer (teologo)
John Spencer (Bocton, 1630 – Cambridge, 27 maggio 1693) è stato un presbitero e teologo inglese e Master del Corpus Christi College di Cambridge.
Teologo erudito ed ebraista, è ricordato soprattutto come l'autore del De Legibus Hebraeorum, un'opera pioniera della religione comparata, in cui avanzò la tesi che il giudaismo non era la prima delle religioni dell'umanità. 

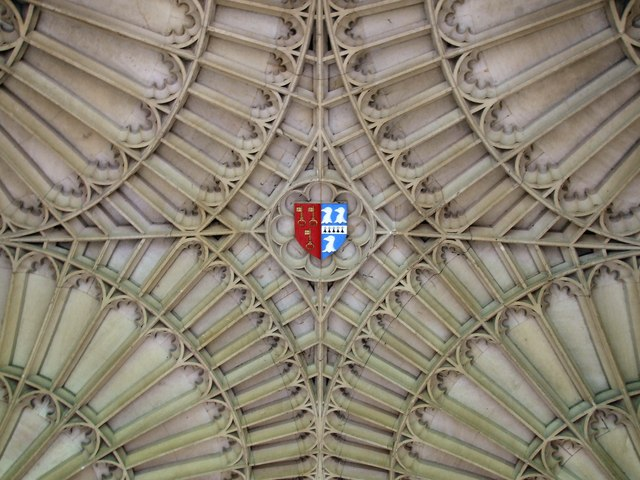
Stampa di John Spencer, soffitto, Corpus Christi College, Cambridge: Dean of Ely impaling Spencer (ancient)

## Biografia
Era nativo di Bocton, vicino a Blean, nel Kent, dove fu battezzato il 31 ottobre 1630. Fu istruito alla King's School di Canterbury, divenne studioso del re e fu ammesso a una borsa di studio della fondazione dell'arcivescovo Parker nel Corpus Christi College di Cambridge, il 25 marzo 1645. Si laureò BA nel 1648, MA nel 1652, BD nel 1659 e DD nel 1665. Fu scelto come membro del suo college intorno al 1655. 
Dopo aver preso gli ordini sacri divenne predicatore universitario, servì le cure prima di St Giles e poi di San Benedetto, Cambridge, e il 23 luglio 1667 fu destinato alla canonica di Landbeach, Cambridgeshire, dalla quale si dimise nel 1683 a favore di suo nipote e curato, William Spencer. Il 3 agosto 1667 fu eletto all'unanimità Master del Corpus Christi College, incarico che mantenne per 26 anni. Fu nominato prebendario nel primo stallo a Ely nel febbraio 1671-1672 e ricoprì la carica di vicerettore dell'università nell'anno accademico 1673-1674, durante il quale tenne un discorso rivolto al duca di Monmouth nel suo insediamento come rettore dell'università.
Fu ammesso, su presentazione del re, all'arcidiaconato di Sudbury nella chiesa di Norwich il 5 settembre 1667 e designato al decanato di Ely il 9 settembre 1677. Morì il 27 maggio 1693 e fu sepolto nella cappella del college, dove fu eretto in sua memoria un monumento con un'iscrizione latina. Era stato uno dei principali benefattori del college.

## Opere
Nel 1669 pubblicò una Dissertatio de Urin. et Thummin (Cambridge, 8vo), in cui si riferiva a quegli emblemi mistici di origine egizia. (Vedi Urim e Tummim.) Il trattato fu ripubblicato l'anno successivo, e successivamente, nel 1744, da Blasius Ugolinus nel Thesaurus Antiquitatum. Contribuì, con versi, alla Collezione dell'Università di Cambridge sulla morte di Henrietta Maria, regina vedova, 1669.
Nel 1685 venne pubblicata l'opera principale di Spencer, il suo De Legibus Hebraeorum, Ritualibus et earum Rationibus libri tres (Cambridge, 1685; L'Aia, 1686). In questo lavoro Spencer ricavò quasi tutti i suoi dati da scrittori classici della Grecia e di Roma, i Padri della Chiesa, le opere di Flavio Giuseppe o dalla Bibbia stessa. Tra i suoi critici avversi ci furono Hermann Witsius nella sua Aegyptiaca nel 1683, Joannes Wigersma,  Ibertus Fennema,  Andreas Kempfer e Joannes Meyer,  John Edwards (1637–1716) e John Woodward. Gli scrittori successivi ostili alla tesi di Spencer furono William Jones di Nayland e l'Arcivescovo Magee, che rimproverò William Warburton per aver difeso Spencer contro Witsius. Successivamente lavori sulla religione comparata, come History of Israel di Julius Wellhausen (1878) e Histoire Comparée des Anciennes Religions de l'Egypte et des Peuples Sémitiques di Cornelis Petrus Tiele, svilupparono le linee di pensiero di Spencer. Una seconda edizione del lavoro di Spencer apparve a Cambridge nel 1727 (rivista da Leonard Chappelow), e un'altra a Tubinga nel 1732. Date le opinioni religiose dell'epoca, fu indicizzato nel The Bibliographer's Manual of English Literature: KQ (di William Thomas Lowndes, pubblicato da W. Pickering, 1834, vedi p.   1722) come "un'opera molto dotta ma pericolosa, il cui grande scopo è mostrare che il rituale ebraico era quasi interamente preso in prestito dagli egiziani".
Spencer scrisse anche A Discourse concerning Prodigies, wherein the vanity of Presages by them is reprehended, and their true and proper Ends asserted and vindicated, Londra, 1663; II edizione, a cui si aggiunse in breve il Treatise concerning Vulgar Prophecies, Londra, 1665. La prima edizione venne letta da Samuel Pepys, che la definì "scritta in modo molto ingegnoso, sia per materia che per stile." 
Jan Assmann suggerisce che Spencer sia stato influenzato da Maimonide e che Karl Leonhard Reinhold abbia adottato lo stesso approccio. 

## Famiglia
Sposò Hannah, figlia di Isaac Puller di Hertford e sorella di Timothy Puller. Morì nel 1674, avendo avuto una figlia (Elisabeth) e un figlio (John).
Nel 1667, mentre Spencer era Master, sua figlia si stava intrattenendo con un giovane studente universitario quando suo padre li interruppe. Nascose lo studente in un armadio (che i registri universitari dichiaravano apribile solo dall'esterno) dove venne lasciato a lungo e morì asfissiato. Elisabeth, in un impeto di dolore, si suicidò.